# Țîbuli (Mîkilske), Poltava
Țîbuli (în ucraineană Цибулі) este un sat în comuna Mîkilske din raionul Poltava, regiunea Poltava, Ucraina.

## Demografie
Componența lingvistică a localității Țîbuli
     Ucraineană (92,42%)
     Rusă (3,03%)
Conform recensământului din 2001, majoritatea populației localității Țîbuli era vorbitoare de ucraineană (92,42%), existând în minoritate și vorbitori de armeană (4,55%) și rusă (3,03%).